# Losing It (canción)
"Losing It" es una canción de tech house del productor discográfico australiano FISHER y coproducida por Chris Lake. La canción fue lanzada el 13 de julio de 2018 a través de Catch & Release y Astralwerks. Llegó al número 1 en la lista del Dance Club Songs en Estados Unidos, y estuvo nominada al Grammy a la mejor grabación dance en los Premios Grammy 2019.

## Recepción crítica
Billboard clasificó a "Losing It" en el tercer puesto entre las 30 mejores canciones Dance/Electrónica del año 2018. La escritora Kat Bein señaló que "no se podía ir a un festival de música de baile en 2018 sin escuchar el sonido del bass drop y la pegadiza voz de esta canción unas 50 veces. Todos, [...] desde David Guetta a Paul van Dyk y Afrojack lo han lanzado en sus sets".
Billboard también la ubicó en el puesto 84, respecto a las 100 mejores canciones de 2018.
Tiene el récord de ser el track que más días permaneció en el puesto 1 del Top 100 de Beatport (62 días).
El 'For the Win' remix de Dave Winnel también tuvo buena acogida en los sets de algunos de los DJs más importantes del mundo, como Armin van Buuren, Tiësto y Nicky Romero.

## Listas
| Chart (2018–19)                                 | Posición |
| ----------------------------------------------- | -------- |
| Australia (ARIA)                                | 35       |
| Australia Club Tracks (ARIA)                    | 1        |
| Bélgica (Flandes) (Ultratop 50)                 | 26       |
| Hungría (Dance Top 40)                          | 11       |
| Hungría (Single Top 40)                         | 33       |
| Irlanda (IRMA)                                  | 60       |
| Nueva Zelanda (Recorded Music NZ)               | 17       |
| Escocia (Scottish Singles Sales Chart)          | 42       |
| Reino Unido (UK Singles Chart)                  | 60       |
| Estados Unidos (Hot Dance Club Songs)           | 1        |
| Estados Unidos Billboard Dance Electronic Music | 22       |